# Marsdenia macrophylla
Marsdenia macrophylla là một loài thực vật có hoa trong họ La bố ma. Loài này được (Humb. & Bonpl. ex Schult.) E.Fourn. mô tả khoa học đầu tiên năm 1885.